# Rudra (genre)
Pour les articles homonymes, voir Rudra.
Genre
Synonymes
- Anokopsis Bauab & Soares, 1980

Rudra est un genre d'araignées aranéomorphes de la famille des Salticidae.

## Distribution
Les espèces de ce genre se rencontrent en Amérique du Sud et en Amérique centrale.

## Liste des espèces
Selon World Spider Catalog (version 24.5, 25/08/2023) :
- Rudra avitoides (Bauab-Vianna & Soares, 1980)
- Rudra brescoviti Braul & Lise, 1999
- Rudra geniculata Peckham & Peckham, 1885
- Rudra humilis Mello-Leitão, 1945
- Rudra minensis Galiano, 1984
- Rudra multispina Caporiacco, 1947
- Rudra oriximina Galiano, 1984
- Rudra polita Peckham & Peckham, 1894
- Rudra tenera Peckham & Peckham, 1894
- Rudra wagae (Taczanowski, 1871)

## Systématique et taxinomie
Ce genre a été décrit par Peckham et Peckham en 1885 dans les Attidae.
Anokopsis a été placé en synonymie par Marta, Almeida, Ott et Rodrigues en 2023.

## Publication originale
- Peckham & Peckham, 1885 : « On some new genera and species of Attidae from the eastern part of Guatamala. » Proceedings of the Natural History Society of Wisconsin, vol. 1885, p. 62-86 (texte intégral).